# Partido Popular (Letonia)
El Partido Popular (en letón: Tautas partija, TP) fue un partido político conservador en Letonia. El Partido Popular era el líder de tres gobiernos y miembro de otros cuatro.

## Historia
Tautas partija fue fundado en 1998 por Andris Šķēle, un empresario y ex primer ministro, quien fue presidente del partido hasta 2002. Debido a la poderosa personalidad de Šķēle, muchos votantes identificaron al partido con su líder durante este período. En 2002, Šķēle salió de la política y Atis Slakteris convirtió en el presidente del Tautas partija. En las elecciones de octubre de 2002, el partido se convirtió en el tercero más grande del Saeima (parlamento), ganando el 16,7% de los votos y 20 escaños. En 2004, el miembro del Partido Popular, Aigars Kalvītis se convirtió en primer ministro. 
En las elecciones legislativas, el 7 de octubre de 2006, el partido ganó el 19,49% del voto popular y 23 de cada 100 escaños en Saeima, convirtiéndose en el partido más grande en el parlamento y manteniendo su estatus como líder del gobierno de coalición, con Kalvītis como primer ministro. El puesto del Primer Ministro se perdió en 2007, pero el partido retuvo su lugar en la coalición bajo el mando de Ivars Godmanis del partido del Camino de Letona, y luego hasta la primavera de 2010 bajo Valdis Dombrovskis del Partido de la Nueva Era. Sin embargo, en las elecciones de 2010, la primera después de la crisis económica letona, el partido perdió la mayor parte de su apoyo, ganando solo 4 escaños en las elecciones. 
Tautas partija era miembro del Partido Popular Europeo (PPE). 
El 9 de julio de 2011, 248 de los 308 delegados del congreso votaron para disolver el Partido Popular. Según algunos analistas políticos, se hizo con el fin de evitar pagar una donación de campaña de Ls 1.03 millones que recibió y gastó ilegalmente en 2006, pero el presidente del partido, Andris Šķēle, lo negó. El 22 de septiembre de 2016, el Senado de la Corte Suprema de Letonia rechazó la apelación del Partido Popular contra la decisión del Buró de Prevención y Lucha contra la Corrupción de devolver 1.03 millones de lats, sin embargo, el 16 de diciembre de 2011, el Partido Popular fue declarado insolvente por el Tribunal del Distrito Central de la ciudad de Riga.

## Historial electoral

### Saeima
| Año   | Votos        | %    | Escaños | +/-                   | Gobierno              |
| ----- | ------------ | ---- | ------- | --------------------- | --------------------- |
| 1998  | 203 585 (#1) | 21,3 | 24/100  |                       | Oposición (1998-1999) |
| 1998  | 203 585 (#1) | 21,3 | 24/100  | Coalición (1999-2002) |                       |
| 2002  | 165 246 (#3) | 16,7 | 20/100  | 4                     | Oposición (2002-2004) |
| 2002  | 165 246 (#3) | 16,7 | 20/100  | 4                     | Coalición (2004-2006) |
| 2006  | 177 481 (#1) | 19,7 | 23/100  | 3                     | Coalición             |
| 2010* | 73 881 (#5)  | 7,8  | 8/100   | 15                    | Oposición             |

*En estas elecciones, el Partido Popular participó en una coalición formada con el Partido Letonia Primero/Vía Letona.